# Jekaterina Saltykova
Jekaterina Saltykova, född 1791, död 1863, var en politiskt aktiv rysk hovfunktionär.
Hon var dotter till Jekaterina Feodorovna Barjatinskaja-Dolgorukova. Hon gifte sig med Sergej Nikolajevicj Saltykov. Hon var överhovmästarinna för Rysslands kronprinsessa 1840-55 och för kejsarinnan 1855-1863 och utövade genom sin tjänst ett stort inflytande vid det ryska tsarhovet. 